# Niko Pucić
Niko Pucić (* 9. Februar 1820 in Dubrovnik, Kaisertum Österreich; †  13. März 1883 Österreich-Ungarn) war ein Politiker und Journalist und Bruder des Schriftstellers Medo Pucić (1821–1882). 
Wegen der Krankheit des Vaters gab Niko Pucić das Studium auf und lebte ab 1838 in Dubrovnik. Er verwaltete die Familiengüter, unternahm aber auch große Reisen. Wie sein Bruder unterhielt er Beziehungen zu den Vertretern des politischen und kulturellen Lebens in der Monarchie, vor allem in Banalkroatien, und wurde nach 1860 zum aktiven Vertreter der nationalen Bewegung in Dalmatien. Als dalmatinischer und kroatischer Landtagsabgeordneter (1861) stand er einer Zusammenarbeit mit dem Kabinett Schmerling positiv gegenüber. Von 1867 bis 1869 war er Vizepräsident des dalmatinischen Landtags. Danach zog er sich aus der Politik zurück und beteiligte sich nur noch am Kulturleben. Pucić war der erste Schriftleiter der Zeitung „Dubrovnik“ und gehörte 1878 zu den Gründern der Zeitung „Slovinac“.